# Eva Englund
Denna artikel handlar om formgivaren Eva Englund. För författaren, se Eva Englund (författare)

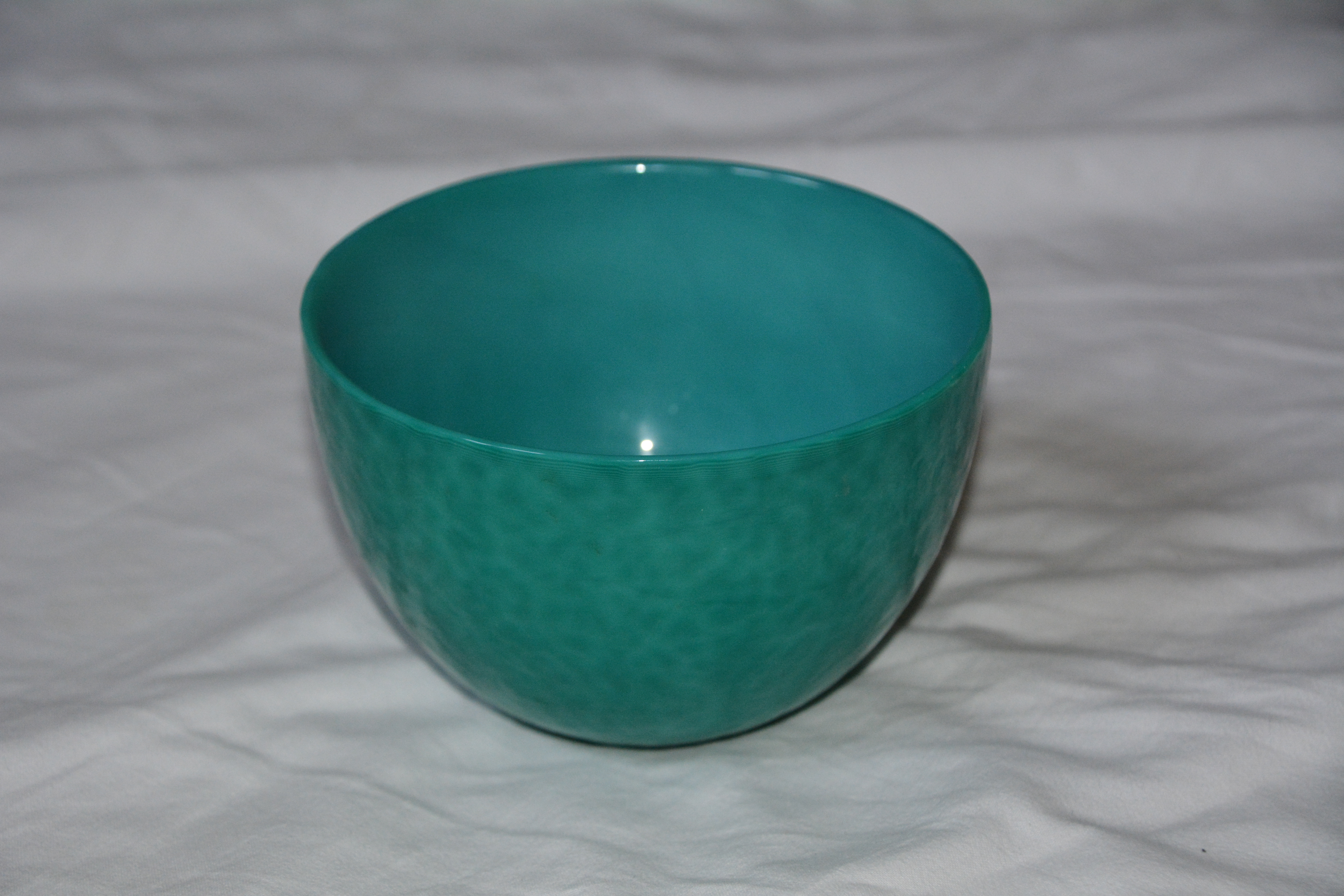
Skål "Malakit", Pukebergs glasbruk

Eva Margareta Englund, född 5 januari 1937 i Engelbrekts församling i Stockholm, död 6 oktober 1998 i Enskede församling i Stockholm, var en svensk formgivare och konstnär. 
Eva Englund utbildade sig vid Konstfacks keramiklinje och på Capellagården. Hon var verksam vid bland annat Pukebergs glasbruk 1964–1973 och Orrefors glasbruk 1974–1990. Hon skapade bland annat graalglas, vaser och skålar, ofta med ansikten och figurer som motiv. Englund finns representerad vid Nationalmuseum i Stockholm och Kalmar konstmuseum.

## Verk i urval

### För Pukebergs glasbruk
- Servisen Carolina, 1971
- Eldlek, 1990
- Malakit, 1990 (också tillverkat av Målerås glasbruk på 1990-talet

### För Orrefors
- Servisen Maja 1977
- Servisen Linnea med handmålad dekor, 1981